# Orthotrichia fortificata
Orthotrichia fortificata är en nattsländeart som beskrevs av Wolfram Mey 1998. Orthotrichia fortificata ingår i släktet Orthotrichia och familjen smånattsländor. Inga underarter finns listade i Catalogue of Life.